# Table Grove
Table Grove est un village du comté de Fulton dans l'Illinois, aux États-Unis,. Situé au sud du comté de Fulton, il est incorporé le 30 juin 1881.

## Démographie
Lors du recensement de 2010, le village comptait une population de 416 habitants. Elle est estimée, en 2016, à 399 habitants.

## Source de la traduction
- (en) Cet article est partiellement ou en totalité issu de l’article de Wikipédia en anglais intitulé « Table Grove, Illinois » (voir la liste des auteurs).